# Редер Анатолій Семенович
Анатолій Семенович Редер (нар. 18 грудня 1961 року, Одеса, Україна) — український вчений, бізнесмен. Заслужений працівник фармацевтичної галузі України, лауреат Державної премії України. Співвласник і генеральний директор фармацевтичної компанії ТДВ «ІнтерХім» (Одеса).

## Дитинство і юність
Народився 18 грудня 1961 року в Одесі, в цьому ж місті виріс і закінчив школу.

## Освіта і наука
У 1983 році закінчив з червоним дипломом Одеський державний університет імені Мечникова.
З 1984 по 1988 роки був аспірантом Фізико-хімічного інституту імені О.В. Богатського НАН України.
У 1989 році захистив кандидатську дисертацію на тему «Синтез гідроксилвмісних криптандів».
З 1991 по 1992 рік стажувався в університетах Шеффілда і Бірмінгема (Велика Британія).

## Професійна діяльність
31 грудня 1989 року Анатолій Редер і четверо його партнерів відкрили молодіжне госпрозрахункове підприємство, яке займалося синтезом макрогетероциклічних з'єднань. Перший контракт підприємці уклали з Казанським державним університетом, продавши туди 20г хімічного реактиву. Пізніше був укладений контракт з бельгійською компанією Janssens Chimica.
У 1991 році партнери взяли в оренду дослідне виробництво Академії наук в Одесі. Підприємство відновило виробництво субстанції, з якої в Москві виробляли препарат феназепам. 11 грудня 1992 року зареєстрована компанія «ІнтерХім». Перші роки вона виробляла біологічно активні речовини для продажу іншим фармацевтичним заводам, які виробляли з них таблетки. Крім того, компанія сформувала дослідний центр, де працювали висококваліфіковані хіміки і фармацевти.
Паралельно Анатолій Редер і компаньйони вели бізнес на інших підприємствах України. На Сєвєродонецькому об'єднанні «Азот» вони відновили виробництво гексаміну, який застосовується для виробництва деревно-стружкових плит. Наступним об'єктом інтересу Анатолія Редера став хімічний завод АТ «Бром» (м Саки, Крим), де теж реанімували виробництво, зупинене при розпаді СРСР.
«Але потім прийшов час активної приватизації, і нам сказали: ваших послуг більше ніхто не потребує. У нас не було ані сил, ані можливостей протистояти серйозним дядькам. Але ми встигли заробити мінімальний стартовий капітал для розвитку», — розповідає Редер в інтерв'ю.
У 1996 році відкрилася перша аптека «ІнтерХім» в Одесі. У 2002 році компанія приступила до будівництва ділянки з виробництва готових лікарських засобів. Новий завод був побудований з нуля з дотриманням стандартів належної виробничої практики (GMP). У серпні 2003 року підприємство випустило першу таблетку.
Анатолій Редер є генеральним директором[відколи?] і співвласником компанії «ІнтерХім», яка виробляє тверді лікарські форми: таблетки, капсули і саше.

## Скандали
У 2018 році офіс «ІнтерХіма» пікетували представники одеського осередку всеукраїнського об'єднання «Сокіл». Вони вимагали зупинити так звану «аптечну наркоманію» (у 2011 році аптечна мережа «ІнтерХім» отримала ліцензію на роздрібну реалізацію наркотичних і психотропних лікарських засобів). Однак в компанії відкинули звинувачення.
«Це наш тяжкий хрест. І хоча ми виробляємо наркотичні препарати абсолютно легально, це найпростіше, за що можна зачепитися. У відповідь можу сказати, що за всю нашу історію, на щастя, у нас не було жодного порушення, жодної кримінальної справи в зв'язку з цим», — пояснив Анатолій Редер.

## Родина
Анатолій Редер одружений, у нього є дочка.

## Досягнення
Кандидат хімічних наук. Вчене звання: професор. Заслужений працівник фармацевтичної галузі України. Лауреат державної премії з науки і техніки 2017 р. за роботу «Створення та виробництво вітчизняних лікарських засобів нейротропної і імунотропної дії». Почесний професор Одеського національного університету імені І. І. Мечникова. Кавалер ордена князя Ярослава Мудрого V ступеня (23 серпня 2021).